# Collegio elettorale di Settimo Torinese (Senato della Repubblica)
Il collegio di Settimo Torinese fu un collegio elettorale uninominale della Repubblica Italiana appartenente alla Circoscrizione Piemonte; fu utilizzato per eleggere un senatore della Repubblica nella XII, XIII e XIV legislatura.
Venne istituito nel 1993 con la cosiddetta Legge Mattarella (Legge n. 276, Norme per l'elezione del Senato della Repubblica), attuata in seguito al referendum abrogativo del 1993. La legge istituì per la Camera dei deputati e per il Senato della Repubblica un sistema di elezione misto, in parte maggioritario e in parte proporzionale. Il 75% dei parlamentari dell'assemblea veniva eletto in collegi uninominali tramite sistema maggioritario a turno unico; il restante 25% al Senato veniva eletto tramite recupero proporzionale dei più votati non eletti attraverso un meccanismo di calcolo denominato "scorporo", cioè sottraendo dal conteggio dei voti totali di una lista nella parte proporzionale i voti ottenuti dai candidati collegati alla medesima lista che erano eletti nei collegi uninominali con il sistema maggioritario.
Il collegio venne abolito insieme a tutti gli altri che costituivano il Senato con la promulgazione della legge elettorale successiva, la cosiddetta Legge Calderoli. Questa prevedeva un sistema proporzionale con premio di maggioranza, che al Senato veniva attribuito a livello regionale.

## Territorio
Il collegio di Settimo Torinese era uno dei 17 collegi uninominali in cui era suddiviso il Piemonte e, come previsto dal D.Lgs. del 20 dicembre 1993 n. 535, era costituito dai seguenti comuni: Andezeno, Arignano, Baldissero Torinese, Borgaro Torinese, Brandizzo, Brozolo, Brusasco, Caluso, Casalborgone, Caselle Torinese, Castagneto Po, Castiglione Torinese, Cavagnolo, Chieri, Chivasso, Cinzano, Foglizzo, Gassino Torinese, Lauriano, Leini, Lombardore, Marentino, Mazzè, Mombello di Torino, Montaldo Torinese, Montanaro, Monteu da Po, Moriondo Torinese, Pavarolo, Pino Torinese, Riva presso Chieri, Rivalba, Rondissone, San Benigno Canavese, San Mauro Torinese, San Raffaele Cimena, San Sebastiano da Po, Sciolze, Settimo Torinese, Torrazza Piemonte, Verolengo, Verrua Savoia, Villareggia e Volpiano.

## Eletti
| Elezione | Elezione | Senatore          | Partito                 |
| -------- | -------- | ----------------- | ----------------------- |
|          | 1994     | Matteo Brigandì   | Polo delle Libertà (LN) |
|          | 1996     | Giancarlo Tapparo | L'Ulivo (PDS)           |
|          | 2001     | Giuseppe Vallone  | L'Ulivo (DL)            |

## Dati elettorali

### XII legislatura
|                               | Matteo Brigandì ✔️ Eletto   | Polo delle Libertà         | 56 707  | 34,47 |  |  |  |  |  |
|                               | Giancarlo Tapparo ✔️ Eletto | Progressisti               | 50 086  | 30,44 |  |  |  |  |  |
|                               | Giuseppe Cerchio            | Patto per l'Italia         | 23 143  | 14,07 |  |  |  |  |  |
|                               | Edda Cosci                  | Alleanza Nazionale         | 15 799  | 9,60  |  |  |  |  |  |
|                               | Silvana Martina             | Lista Pannella-Riformatori | 7 859   | 4,78  |  |  |  |  |  |
|                               | Giovanni Gamba              | Partito Pensionati         | 5 572   | 3,39  |  |  |  |  |  |
|                               | Leopoldo Flesia             | Verdi Verdi                | 4 541   | 2,76  |  |  |  |  |  |
|                               | Luisa Oddenino              | Rinnovamento               | 814     | 0,49  |  |  |  |  |  |
| Totale                        | Totale                      | Totale                     | 164 521 | 100   |  |  |  |  |  |
|                               |                             |                            |         |       |  |  |  |  |  |
| Voti non validi               | Voti non validi             | Voti non validi            | 10 570  | 6,04  |  |  |  |  |  |
| Votanti                       | Votanti                     | Votanti                    | 175 091 | 90,49 |  |  |  |  |  |
| Elettori                      | Elettori                    | Elettori                   | 193 497 |       |  |  |  |  |  |
|                               |                             |                            |         |       |  |  |  |  |  |
| Data: 27-28 marzo 1994        |                             |                            |         |       |  |  |  |  |  |
| Fonte: Ministero dell'interno |                             |                            |         |       |  |  |  |  |  |

### XIII legislatura
|                               | Giancarlo Tapparo ✔️ Eletto | L'Ulivo                   | 71 152  | 43,75 |  |  |  |  |  |
|                               | Vittorio Mathieu            | Polo per le Libertà       | 54 033  | 33,23 |  |  |  |  |  |
|                               | Alessandro Borio            | Lega Nord                 | 25 865  | 15,91 |  |  |  |  |  |
|                               | Franca Di Donato            | Partito Pensionati        | 3 708   | 2,28  |  |  |  |  |  |
|                               | Oronzo Visconti             | Verdi Verdi               | 3 700   | 2,28  |  |  |  |  |  |
|                               | Ugo Repetto                 | Mani Pulite               | 1 819   | 1,12  |  |  |  |  |  |
|                               | Luciano Stagnari            | Partito Socialista        | 1 181   | 0,73  |  |  |  |  |  |
|                               | Costantino Loro D'Iaco      | Piemonte Nazione d'Europa | 1 161   | 0,71  |  |  |  |  |  |
| Totale                        | Totale                      | Totale                    | 162 619 | 100   |  |  |  |  |  |
|                               |                             |                           |         |       |  |  |  |  |  |
| Voti non validi               | Voti non validi             | Voti non validi           | 11 056  | 6,37  |  |  |  |  |  |
| Votanti                       | Votanti                     | Votanti                   | 173 675 | 87,07 |  |  |  |  |  |
| Elettori                      | Elettori                    | Elettori                  | 199 466 |       |  |  |  |  |  |
|                               |                             |                           |         |       |  |  |  |  |  |
| Data: 21 aprile 1996          |                             |                           |         |       |  |  |  |  |  |
| Fonte: Ministero dell'interno |                             |                           |         |       |  |  |  |  |  |

### XIV legislatura
|                               | Giuseppe Vallone ✔️ Eletto | L'Ulivo                              | 73 342  | 42,79 |  |  |  |  |  |
|                               | Maurizio Eufemi ✔️ Eletto  | Casa delle Libertà                   | 69 012  | 40,27 |  |  |  |  |  |
|                               | Gennaro Orefice            | Partito della Rifondazione Comunista | 9 855   | 5,75  |  |  |  |  |  |
|                               | Franco Crosio              | Lista Di Pietro                      | 7 109   | 4,15  |  |  |  |  |  |
|                               | Alberta Ardizzone          | Lista Pannella-Bonino                | 4 642   | 2,71  |  |  |  |  |  |
|                               | Antonio Urgo               | Fiamma Tricolore                     | 2 681   | 1,56  |  |  |  |  |  |
|                               | Silvana Selmo              | Verdi Verdi                          | 2 480   | 1,45  |  |  |  |  |  |
|                               | Enrico Piovano             | Democrazia Europea                   | 2 260   | 1,32  |  |  |  |  |  |
| Totale                        | Totale                     | Totale                               | 171 381 | 100   |  |  |  |  |  |
|                               |                            |                                      |         |       |  |  |  |  |  |
| Voti non validi               | Voti non validi            | Voti non validi                      | 9 726   | 5,37  |  |  |  |  |  |
| Votanti                       | Votanti                    | Votanti                              | 181 107 | 86,31 |  |  |  |  |  |
| Elettori                      | Elettori                   | Elettori                             | 209 842 |       |  |  |  |  |  |
|                               |                            |                                      |         |       |  |  |  |  |  |
| Data: 13 maggio 2001          |                            |                                      |         |       |  |  |  |  |  |
| Fonte: Ministero dell'interno |                            |                                      |         |       |  |  |  |  |  |